# Gare de Herrlisheim-près-Colmar
Gare de Herrlisheim-près-Colmar vasútállomás Franciaországban, Herrlisheim-près-Colmar településen.

## Vasútvonalak
Az állomást az alábbi vasútvonalak érintik:
- Strasbourg–Bázel-vasútvonal

## Kapcsolódó állomások
A vasútállomáshoz az alábbi állomások vannak a legközelebb:
- Gare de Colmar
- Gare de Rouffach